# Stockport County Football Club
El Stockport County Football Club es un club de fútbol de Inglaterra de la ciudad de Stockport, el cual jugará en la League One desde la temporada 2024-25.
Durante la temporada 2005-06, el presidente del equipo, Brian Kennedy, cedió a la sociedad de aficionados del Stockport la propiedad del equipo, convirtiéndolo en uno de los pocos equipos ingleses que era propiedad de sus aficionados. Sin embargo, esto cambió al ser vendido unos años después.

## Palmarés

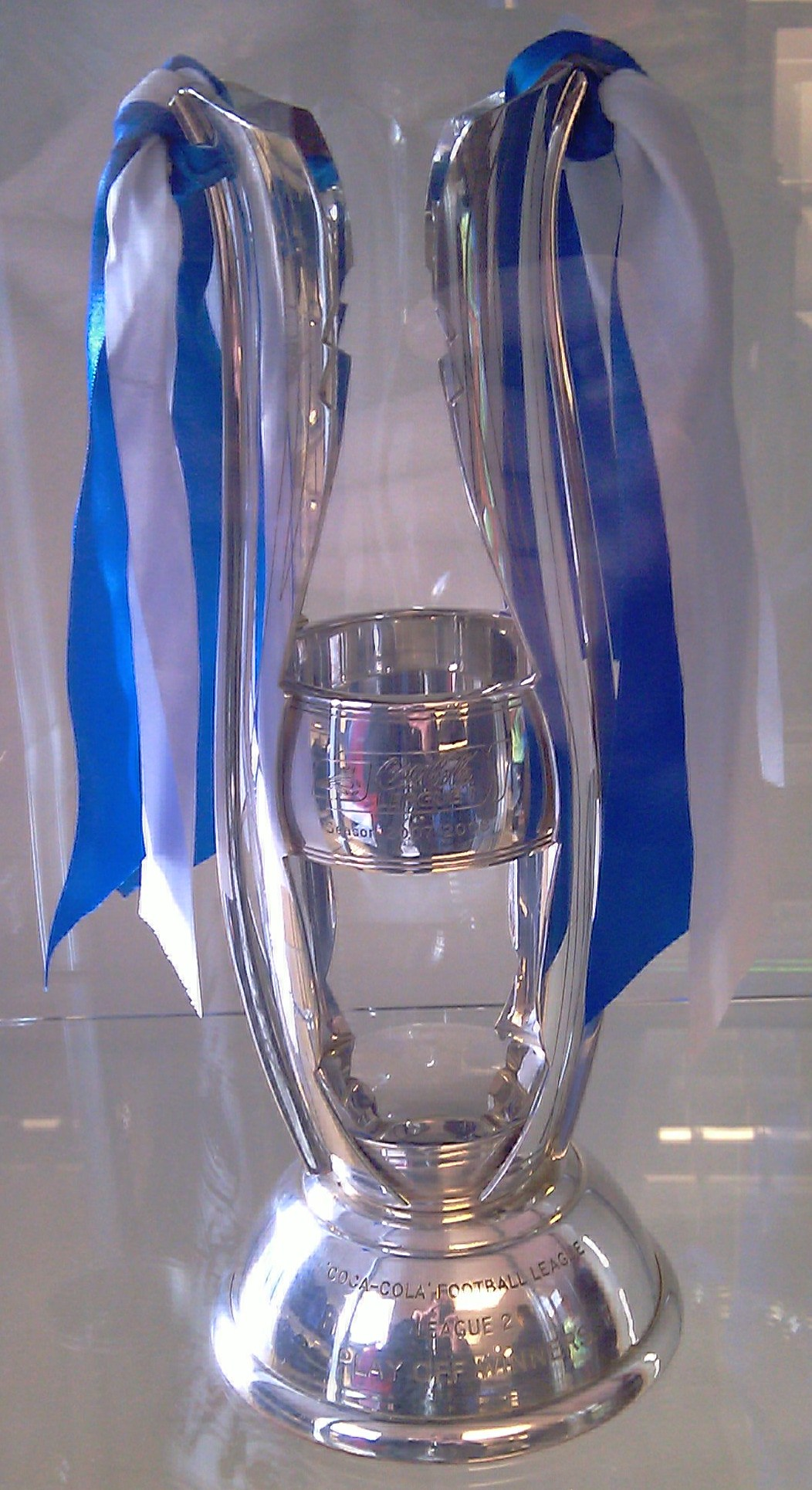
El trofeo del play-off de la League Two.

### Torneos nacionales
- Division Three (North): 2

1921–22, 1936–37
- Football League Two: 1

2023-24
- Division Four/League 2: 2

1966–67
- Conference National: 1

2021-22
- Conference North: 1

2018-19
- Division Three (North) Challenge Cup: 1

1934–35
- Lancashire League: 1

1899–1900
- Lancashire Combination: 1

1904–05
- Manchester Senior Cup: 4

1897–98, 1898–99, 1914–15, 1922–23
- Cheshire Medal: 5

1922–23, 1924–25, 1928–29, 1929–30, 1930–31
- Cheshire Bowl: 8

1933–34, 1948–49, 1952–53, 1955–56, 1956–57, 1958–59, 1960–61, 1962–63
- Cheshire Friendly Trophy: 2

1965–66, 1966–67
- Cheshire Premier Cup: 3

1969–70, 1970–71, 2010–11

## Récords
- Mayor victoria en casa: 13–0 vs. Halifax Town, 6 de enero de 1934, un récord de la Football League actualmente.[1][2]
- Peor derrota en casa: 0–6, dos veces, la más reciente el 24 de abril de 2010 vs. Huddersfield Town.[3]
- Mayor victoria de visitante: 7–1 vs. Bradford City, 18 de septiembre de 1965.[4]
- Peor derrota de visitante: 0–7, siete veces, la más reciente el 29 de noviembre de 2011 vs. Grimsby Town.[5][6][7]
- Racha de victorias más larga: 9, temporada 2006–07.[4]
- Racha de victorias más larga de visitante: 8, temporada 2007–08.[4]
- Más partidos consecutivos sin recibir un gol: 9, temporada 2006–07, un récord vigente en la Football League.[8]
- Racha de derrotas más larga: 12, temporada 2009–10.
- Más partidos consecutivos anotando al menos un gol: 30, temporada 2007–08.
- Más partidos de liga consecutivos anotando al menos un gol: 26, temporada 2007–08.
- Mayor asistencia: 27,833 vs. Liverpool, 11 de febrero de 1950.[9]
- Mayor asistencia (todos sentados): 10,273 vs. Leeds United, 28 de diciembre de 2008.
- Menor asistencia: 1,089 vs. Southend, 15 de febrero de 1985.[9]
- Partido más largo: 3 horas, 23 minutos vs. Doncaster Rovers, 30 de marzo de 1946, récord mundial.[10]
- Menor cantidad de aficionados que pagaron la entrada al estadio: 13 vs. Leicester City (en Old Trafford, 7 de mayo de 1921), un récord vigente de la Football League.1.[11]
- Máximo goleador en una temporada: 46 por Alf Lythgoe, temporada 1933–34.[9]
- Goleador histórico: 132 por Jack Connor (1951–1956).[9]
- Más apariciones: 555 Andy Thorpe (1978–1986, 1988–1992).[9]
- Más convocatorias a su selección nacional: 9 Jarkko Wiss, Finlandia (2000–2002).[9]
- Jugador más joven: Paul Turnbull, 16 años y 97 días v Wrexham, 30 de abril de 2005.[9]
- Jugador más viejo: Alec Herd, 47 años y 40 días vs. Crewe Alexandra, 25 de diciembre de 1951.[9]
- Más partidos consecutivos sin recibir goles: 9 por Wayne Hennessey, (2006–07), coincide con el récord de victorias consecutivas.[8]

1 - Se estima que al estadio asistieron entre 1,000 y 2,000 espectadores; el Manchester United y el Derby County jugaban inmediatamente después, y algunos que vieron el partido del Stockport lo hicieron gratis. Sin embargo, solamente 13 pagaron la entrada para ver el partido del Stockport.